# Киннунен, Теро
Те́ро Ки́ннунен (фин. Tero Kinnunen; иногда подписывается, как Те́ро Ке́йвманн — англ. Tero Cavemann или Мистр ТииСии — англ. Mr. TeeCee; род. 1 июня 1973, Китеэ, Финляндия) — музыкальный продюсер и roadie финской симфоник-метал-группы Nightwish.

## Биография
Родился 1 июня 1973 года в Китеэ, Финляндия.

## Музыкальная карьера
В 2009 году он продюсировал альбом Ensiferum From Afar.
Так же играл на гитаре и басу в группах Demon и Metoyer. В настоящее время играет на струнных инструментах в Bitch Driven.
Участник конкурса Евровидение 2009 в продвижении проекта белорусского певца Петра Елфимова и песни «Eyes That Never Lie».
Руководитель и один из владельцев студии E-Major совместно с Эрно Вуоринен из Nightwish. 1 января 2010 года он покинул проект мирового турне Nightwish, но обещал вернуться для помощи в записи их нового альбома, как впрочем и других.

## Личная жизнь
Увлекается спортом и физическими упражнениями.